# Андинеэме
А́ндинеэме, также А́ндинээме (эст. Andineeme) — деревня на севере Эстонии в волости Куусалу, уезд Харьюмаа.

## География и описание
Расположена в 32 км к востоку от Таллина и 5 км к северу от волостного центра — посёлка Куусалу, на западной окраине национального парка Лахемаа, на берегу Балтийского моря, и располагает песчаным пляжем. Высота над уровнем моря — 16 метров.
Возле Андинеэме в море впадает небольшая река Лоо (длина 18 км), которая берёт начало из осушенного болота Куузе у деревни Козу. В деревне растут три вековых дуба Самули, охват самого большого 4,6 м, высота 18 м.
Климат умеренный. Официальный язык — эстонский. Почтовый индекс — 74605.

## Население
По данным переписи населения 2021 года, в Андинеэме проживали 35 человек, из них 32 (91,4 %) — эстонцы.
Численность населения деревни Андинеэме по данным переписей населения:
| Год  | 1959 | 1970 | 1979 | 1989 | 2000 | 2011 | 2021 |
| ---- | ---- | ---- | ---- | ---- | ---- | ---- | ---- |
| Чел. | 31   | ↘ 6  | ↗ 45 | ↗ 51 | ↘ 14 | ↗ 24 | ↗ 35 |

## История
В источниках 1823 года упоминается Antineme, 1871 года — Antinöm (хутор), 1913 года — Andinömme (деревня).
Андинеэме является одной из самых молодых деревень волости Куусалу. Изначально здесь были только разрозненные хутора, которые в церковных книгах 1839 и 1846 годов упоминаются как деревня Неэмекопли (эст. Neemekopli).
В 1977–1997 годах частью Андинеэме была деревня Сооринна.

## Инфраструктура
В Андинеэме находится место для летнего отдыха (бывшая база отдыха). От советских времён сохранились технический наблюдательный пункт пограничной охраны и прожекторное здание.
Близкое расположение от волостного центра даёт возможность жителям деревни пользоваться всеми услугами, предоставляемыми посёлком Куусалу жителям волости Куусалу.

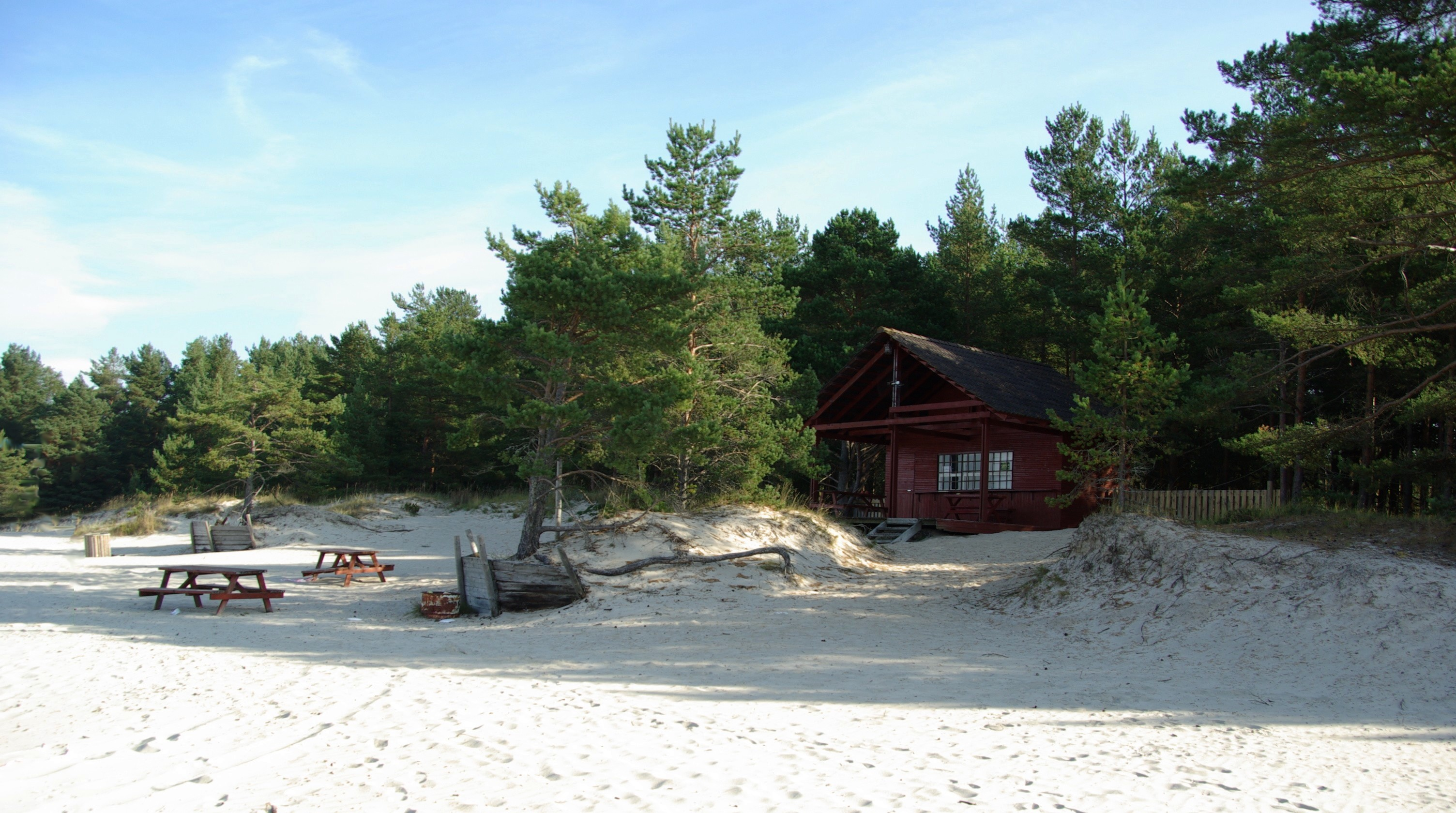
Летний домик, оставшийся от базы отдыха, на пляже Андинеэме
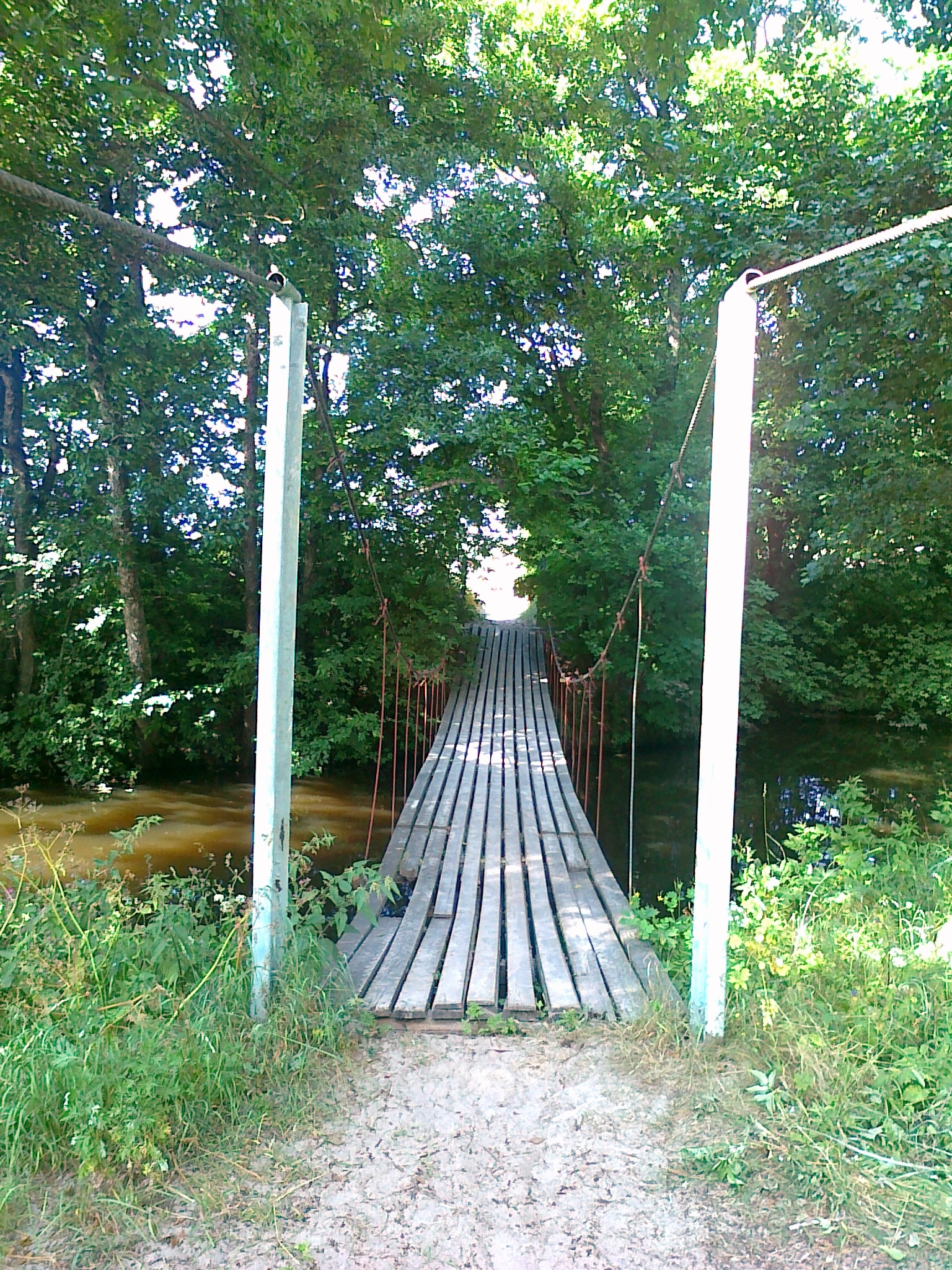
Подесной мост на реке Лоо возле пляжа Андинеэме
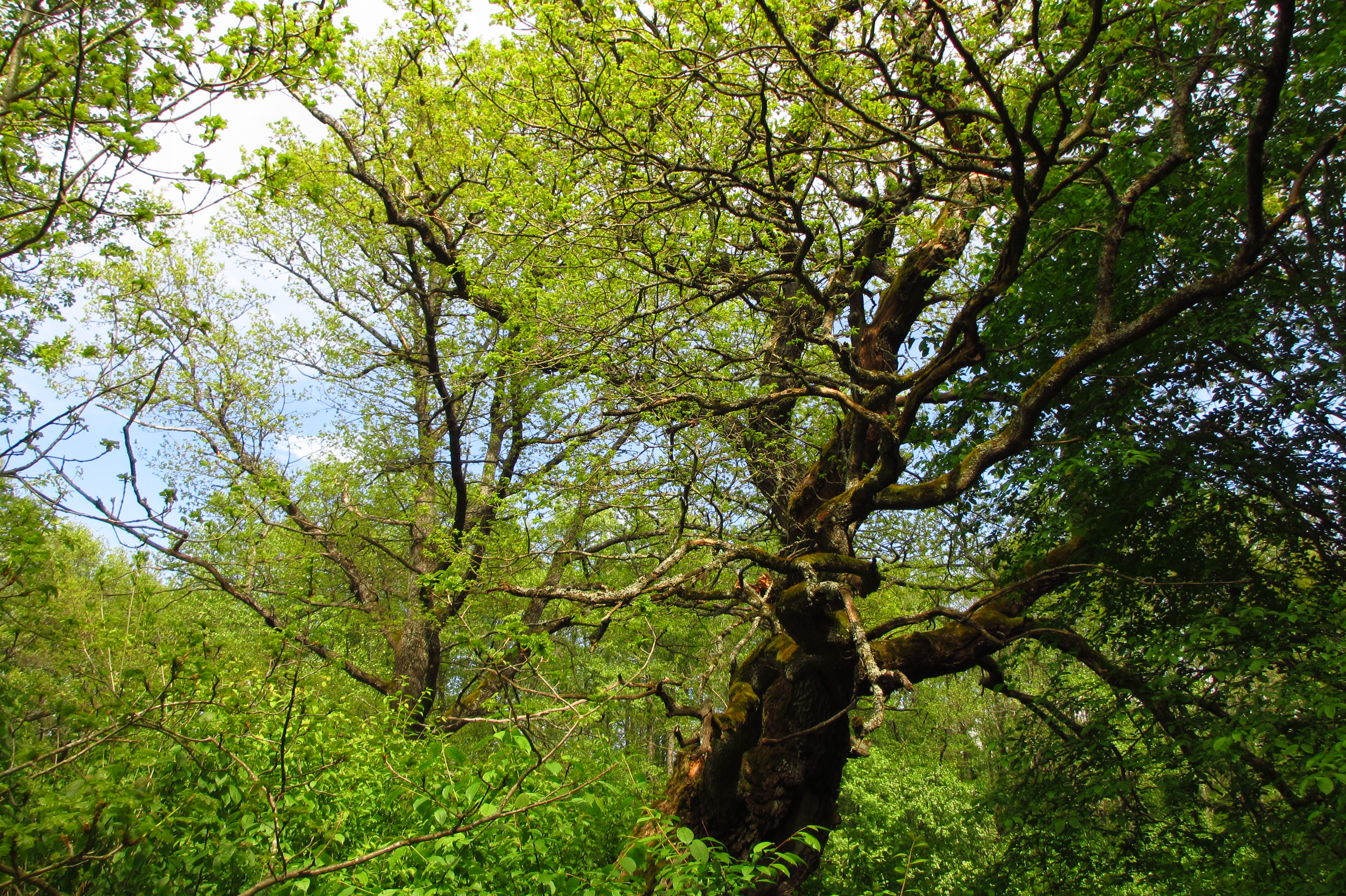
Дубы Самули весной